# Bactrocera laterum
Bactrocera laterum
 es una especie de díptero que Wang describió por primera vez en 1988. Bactrocera laterum pertenece al género Bactrocera de la familia Tephritidae. 